# Neurolyga constricta
Neurolyga constricta är en tvåvingeart som beskrevs av Jaschhof 2009. Neurolyga constricta ingår i släktet Neurolyga, och familjen gallmyggor. Arten är reproducerande i Sverige.